# Gunjbablad, Aland
Gunjbablad là một làng thuộc tehsil Aland, huyện Gulbarga, bang Karnataka, Ấn Độ.